# Barczewski (herb szlachecki)
Barczewski – polski herb szlachecki.

## Opis herbu
W polu błękitnym półtrzeciakrzyża srebrnego pod takąż zawiasą kotłową na opak.

## Najwcześniejsze wzmianki
1725 rok.

## Herbowni
Barczewski.